# Standard Liège
Royal Standard de Liège je belgijski nogometni klub iz Liègea.
Klub je bil ustanovljen leta 1898. Z devetimi naslovi državnega prvaka in petimi osvojenimi pokali je tretji najuspešnejši belgijski klub vseh časov, takoj za Club Bruggejem in Anderlechtom. Največji uspeh Standarda v evropskih tekmovanjih je, ko so igrali v finalu Evropskega pokala pokalnih prvakov leta 1982, kjer so sicer izgubili proti Barceloni. V sezoni 2007/08 so z nizom  31 tekem brez poraza osvojili nov naslov državnega prvaka po 25 letih. Zaradi barve dresov imajo vzdevek "Les Rouches" (rdeči). Njihov domači stadion je stadion Maurice Dufrasne. Standard ima tudi veliko navijaških skupin, ene izmed največjih so "Hell-Side 81", "Ultras Inferno 96", "Kop Rouche" in "PHK".